# Érection des nouveaux diocèses aux Pays-Bas espagnols
L'érection des nouveaux diocèses aux Pays-Bas est l'étape principale de la réorganisation religieuse des Pays-Bas espagnols dans l'esprit de la Contre-Réforme et du concile de Trente, au début du règne de Philippe II. Établie par plusieurs bulles pontificales, cette nouvelle organisation ecclésiastique est à la fois territoriale, hiérarchique et financière. 
Cette réforme a lieu pour des raisons religieuses (améliorer l'encadrement ecclésiastique de la population, à une époque où le protestantisme se répand aux Pays-Bas), mais aussi politiques (promouvoir l'indépendance religieuse des Pays-Bas des Habsbourg en créant des archidiocèses locaux).
Après la réforme, réalisée dans le cadre du cercle impérial de Bourgogne, les Pays-Bas sont dotés de trois archevêchés et de quinze évêchés suffragants, à la place des six évêchés qui existaient depuis l'époque mérovingienne.

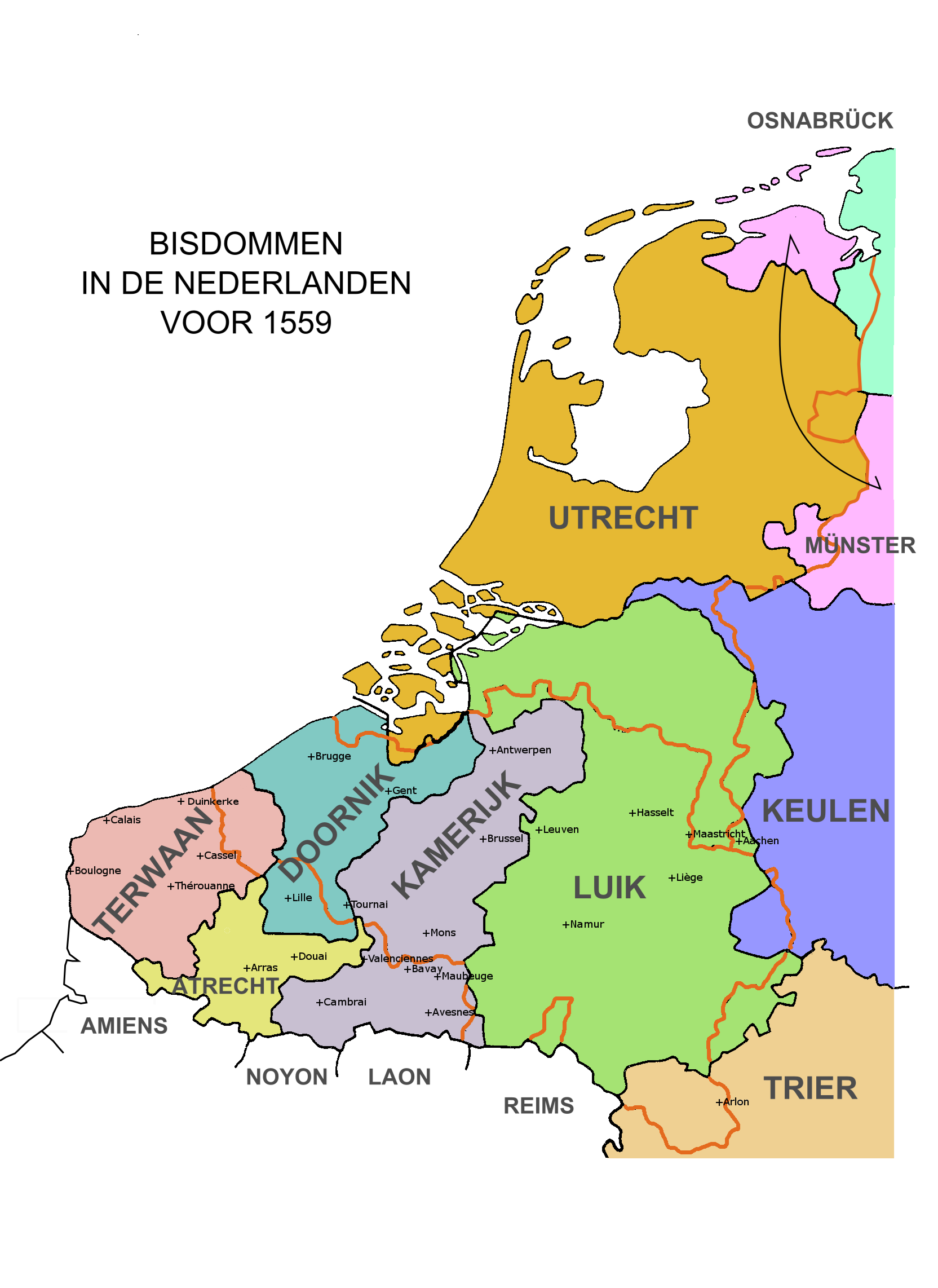
Les évêchés avant leur réorganisation

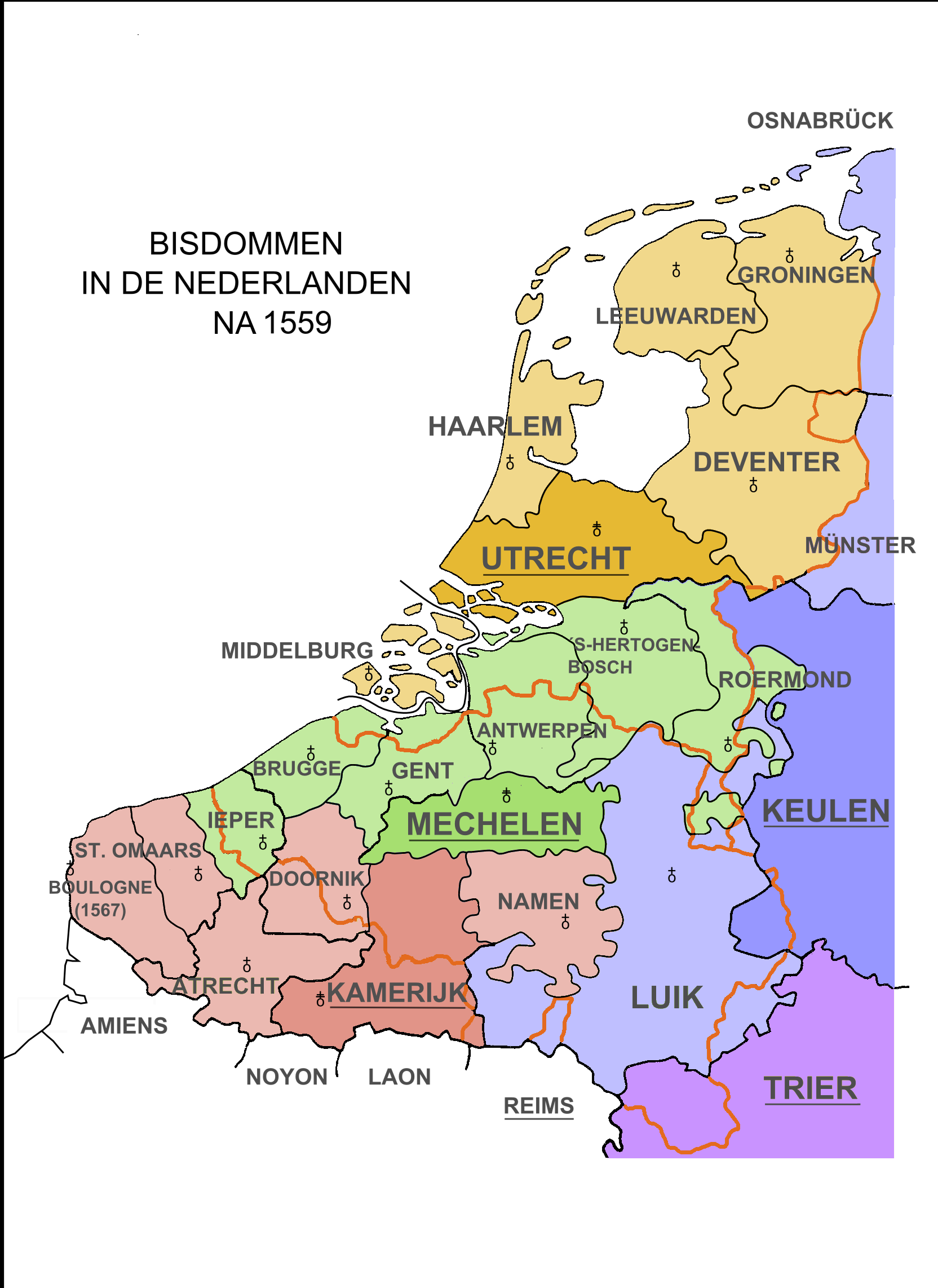
Les évêchés après leur réorganisation

## Contexte

### Les Pays-Bas de 1477 à 1556
À la fin du XVe siècle, les Pays-Bas sont un ensemble d'entités féodales (appelées « provinces ») allant de l'Artois au sud-ouest à la Frise au nord-est : le duché de Brabant, le comté de Flandre, le comté de Hollande, etc. Deux de ces provinces sont des principautés épiscopales : la principauté d'Utrecht et la principauté de Liège, mais la plupart des autres ont été acquises par les ducs de Bourgogne au cours des XIVe et XVe siècles. Après la mort de Charles le Téméraire en 1477, les Pays-Bas bourguignons passent à la maison de Habsbourg, à la suite du mariage de Marie de Bourgogne avec Maximilien d'Autriche, d'abord à leur fils Philippe le Beau, puis à leur petit-fils Charles de Habsbourg.
Charles, qui devient souverain des Pays-Bas en 1515, devient roi d'Aragon et roi de Castille en 1516, puis est élu empereur en 1519, sous le nom de Charles Quint, succédant à Maximilien et héritant aussi des possessions autrichiennes de la maison de Habsbourg. Durant son règne, Charles prend aux Pays-Bas le contrôle de la principauté d'Utrecht et du duché de Gueldre, réunissant sous son pouvoir les « Dix-Sept Provinces », à l'exception de la principauté de Liège, sur laquelle il établit un protectorat. Par le traité de Madrid (1526), il met aussi fin à la suzeraineté du roi de France sur l'Artois et sur la Flandre.
En 1548, agissant en tant qu'empereur, il obtient l'approbation de la diète d'Empire tenue à Augsbourg en 1547-1548 pour la transaction d'Augsbourg, qui établit l'identité entre ses possessions occidentales (Pays-Bas et comté de Bourgogne) et le cercle de Bourgogne, un des dix cercles impériaux créés en 1512. En 1549, il promulgue la Pragmatique Sanction qui uniformise le régime de la succession princière dans les provinces du cercle de Bourgogne (sauf la principauté de Liège, dont l'évêque de Liège reste prince). 
En octobre 1555, il effectue à Bruxelles sa première abdication, renonçant à la souveraineté sur les Pays-Bas, transmise à son fils aîné Philippe, à qui il cède peu après les couronnes espagnoles (janvier 1556). C'est à ce moment qu'est établi un lien spécifique entre les Pays-Bas et l'Espagne, alors qu'il cède ses possessions autrichiennes à son frère Ferdinand.

### Les diocèses néerlandais avant la réforme
Le territoire des Pays-Bas a une organisation ecclésiastique qui ne correspond pas du tout aux réalités politiques de l'époque. Les diocèses remontent à l'époque mérovingienne et sont restés quasi inchangés depuis lors. 
On y trouve seulement six diocèses : Thérouanne, Cambrai, Tournai, Arras, Liège et Utrecht, dont le ressort ne correspond pas aux entités politiques existantes. Hormis Utrecht, ces évêchés se trouvent au sud des Pays-Bas et en zone francophone.
D'autre part, il n'existe aucun archevêché néerlandais : les évêchés sont suffragants soit de l'archidiocèse de Reims, soit de l'archidiocèse de Cologne.
L'autorité spirituelle dans le duché de Brabant est ainsi partagée entre les évêques de Liège et de Cambrai. La situation est pire dans le duché de Luxembourg qui est soumis à six prélats différents. 

Cette situation a des retombées négatives à la fois politiques et religieuses : 
« On a dit, avec raison, que les inconvénients de cet ordre de choses étaient très-graves ; les évêques étrangers et leurs officiers se permettaient souvent des abus de pouvoir, au préjudice des droits des citoyens et des libertés nationales, même au détriment des prérogatives et de la dignité du souverain. D'autre part les intéressés, dans les causes ecclésiastiques, devaient se pourvoir en appel devant des tribunaux éloignés et situés hors du pays, recours difficile, et même périlleux, en temps de guerre. Mais cet état de choses était plus préjudiciable encore aux intérêts de la religion. L'étendue des diocèses (dans celui d'Utrecht on comptait près de 1,100 églises et plus de 200 villes fermées) empêchait les évêques de diriger et de surveiller convenablement leur clergé. Il en résultait que les ecclésiastiques s'acquittaient de leurs devoirs avec négligence, que le relâchement s'était introduit parmi eux, et que ce désordre favorisait les partisans des innovations religieuses. »

### Les tentatives antérieures de réformes
Durant la guerre contre le roi de France Philippe le Bel, le Comte de Flandre a tenté d'obtenir du Pape un évêché distinct et indépendant de Tournai, le siège de l'évêché étant alors en terre française,. Dès le XIIIe siècle, les Ducs de Brabant font des tentatives infructueuses de soustraire le Brabant de l'autorité spirituelle du Prince-évêque de Liège,,. Ces tentatives sont reprises par les Ducs de Bourgogne, Charles le Téméraire puis Maximilien essayent d'installer de nouveaux sièges épiscopaux à Maestricht, Namur et Louvain.
Sous Charles Quint, les propositions de nouveaux évêchés ne sont plus restreintes : convaincu dès les premières années de son règne de la nécessité d'une réorganisation ecclésiastique complète, ce dernier s'est efforcé d'ouvrir des négociations à Rome pour cet objet dès que l'entente entre le Saint-Siège et lui était bonne. Une de ses tentatives les plus proches d'aboutir sont les discussions commencées en 1522 avec son ancien tuteur Adrien Florent devenu le pape Adrien VI par l'intermédiaire du Vice-roi de Naples Charles de Lannoy et de son ambassadeur à Rome Luis Fernández de Córdoba, duc de Sessa, mais la mort prématurée d'Adrien VI et les graves différends entre l'empereur et le successeur Clément VII font échouer la manœuvre. C'est de cette époque que date le grand plan de réorganisation mis sur pied le 31 octobre 1524 par la gouvernante des Pays-Bas Marguerite d'Autriche. Les négociations ne reprennent qu'après la réconciliation des deux hommes en 1529. L'objet des discussions est la création de nouveaux sièges épiscopaux à Leyde, à Middelbourg, à Bruxelles, à Gand, à Ypres et à Bruges; le duché de Gueldre et le Comté de Zutphen ne faisant pas encore partie de ses États, contrairement à Tournai et Utrecht où Charles Quint a retiré les pouvoirs temporels de leur évêque respectivement en 1521 et 1528. Les négociations sont de nouveau closes, les raisons de ce nouvel échec seraient selon Théodore Juste les nouvelles guerres auxquelles doit faire face l'empereur mais également son souci de ne pas diminuer, par l'établissement de nouveaux évêchés, la puissance et l'autorité de son oncle le prince-évêque Georges d'Autriche. Néanmoins, Charles Quint recommande à son fils Philippe II en 1556 de prendre à cœur cette ambition de réorganisation religieuse comme l'un des principaux conseils pour son futur règne,.

En pleine lutte contre le protestantisme, Charles Quint et Philippe II se rendent compte que l'organisation territoriale n'est pas le seul problème mais que la hiérarchie ecclésiastique doit également être assainie, situation dans laquelle les souverains ont leur part de responsabilité : 
« En se répandant si rapidement, malgré l'oppression, la Réforme témoigne du mal dont est alors atteinte l'Église romaine. Celle-ci est devenue un instrument aux mains des souverains et autres puissants qui l'utilisent pour des objectifs peu religieux. C'est ainsi que Granvelle est nommé évêque d'Arras à l'âge de vingt et un ans, en récompense des services de son père, l'un des serviteurs les plus dévoués de Charles-Quint. Les bénéfices des évêchés et chapitres les plus riches ne servent pas seulement de dotation aux cadets de la noblesse ou, dans le meilleur des cas, aux savants comme Érasme. Dans les environs de Louvain et dans une grande partie du Brabant, un véritable désert pastoral naît du détournement des masses financières prévues pour le soin des âmes, qui servent à payer des professeurs d'université. »

Selon Henri Pirenne, la démarche du successeur de Charles Quint est avant tout motivée par des nécessités religieuses, même s'il y a d'indéniables avantages politiques dans le succès d'une telle entreprise : 
« Et sans doute, en demandant au pape le remaniement complet des circonscriptions diocésaines des Pays-Bas, Philippe II ne fut point sans se préoccuper de l'avantage de l'État, mais, bien différent de ses prédécesseurs, il eut en vue avant tout les nécessités religieuses. Il voulut, par l'augmentation du nombre des évêques et par la diminution du territoire confié à chacun d'eux, les mettre à même d'agir plus efficacement sur les fidèles, de mieux veiller au maintien rigoureux de l'orthodoxie et de seconder ainsi sa campagne contre le protestantisme. »
Le 12 mai 1559 après des années de jeux d'influence, Philippe II obtient du pape Paul IV dans sa bulle Super Universas l'autorisation de créer quatorze nouveaux évêchés dans les Pays-Bas, une réorganisation considérée par des historiens comme Ernst Marx comme la plus grande œuvre en faveur du catholicisme depuis un demi-siècle. Le roi reçoit également le droit de nommer des évêques, à la condition qu'ils soient docteurs en théologie ou licenciés en droit canon.

## La réforme de 1559-1561
Pour la réorganisation territoriale des diocèses, Philippe II tient compte des frontières extérieures mais aussi des limites des anciens évêchés, des provinces et de la frontière linguistique.
18 diocèses sont créés aux Pays-Bas, dont trois archidiocèses : Cambrai, Utrecht et Malines, siège primatial.
Les diocèses maintenus sont : Arras, Tournai et Liège (qui conserve un ressort étendu, englobant le duché de Luxembourg).
Les diocèses créés sont : Saint-Omer, Ypres, Namur, Bruges, Gand, Anvers, Bois-le-Duc, Ruremonde, Haarlem, Deventer, Leeuwarden, Groningue.
La réforme des diocèses des Pays-Bas touche aussi la France : l'ancien diocèse de Thérouanne est en effet réparti entre les nouveaux diocèses néerlandais d'Ypres et de Saint-Omer et le nouveau diocèse français de Boulogne. Le siège de Thérouanne disparaît (officiellement en 1567) du fait que la ville a été détruite par Charles Quint en 1553 (avec semble-t-il une interdiction de réoccupation).

## Conséquences
Le premier archevêque de Malines (10 mars 1561) et primat des Pays-Bas est Antoine Perrenot de Granvelle, auparavant évêque d'Arras, nommé cardinal le 26 février 1561, qui est aussi le plus important conseiller de Marguerite de Parme, demi-sœur de Philippe et gouverneur général depuis 1559. Originaire du comté de Bourgogne (Franche-Comté), Granvelle, considéré par la noblesse néerlandaise comme une créature de Philippe II, quitte ses fonctions politiques aux Pays-Bas en 1564, mais reste archevêque de Malines jusqu'en 1584 (devenant archevêque de Besançon).

## Suites
Nombre des diocèses créés en 1561 sont remis en cause par les événements politiques qui surviennent à partir de 1568 : le soulèvement des Pays-Bas contre Philippe II, suivi dès 1581 par la proclamation d'indépendance (acte de La Haye) des Provinces-Unies, dont le calvinisme est la religion officielle. À partir de 1585, les Pays-Bas espagnols catholiques sont réduits aux provinces situées au sud d'Anvers.